# 特殊函数
特殊函数是指一些具有特定性质的函数，一般有约定俗成的名称和记号，例如伽玛函数、贝塞尔函数、菲涅耳积分等。它们在数学分析、泛函分析、數學物理、工程应用中有着举足轻重的地位。许多特殊函数是微分方程的解或初等函数的积分，因此积分表中常常会出现特殊函数，特殊函数的定义中也经常会出现积分。传统上对特殊函数的分析主要基于对其的数值展开基础上。随着电子计算的发展，这个领域内开创了新的研究方法。因为微分方程的对称性在数学和物理中的重要性，特殊函数理论也与李群和李代数密切相关。
事实上，对于哪些函数属于特殊函数，并没有明确的规定。函数列表中列出了一些通常被认为的特殊函数。广义上，基本超越函数（即指数函数、对数函数、非有理次幂的幂函数、双曲函数、三角函数等周期函数）也称为特殊函数。